# Сорус

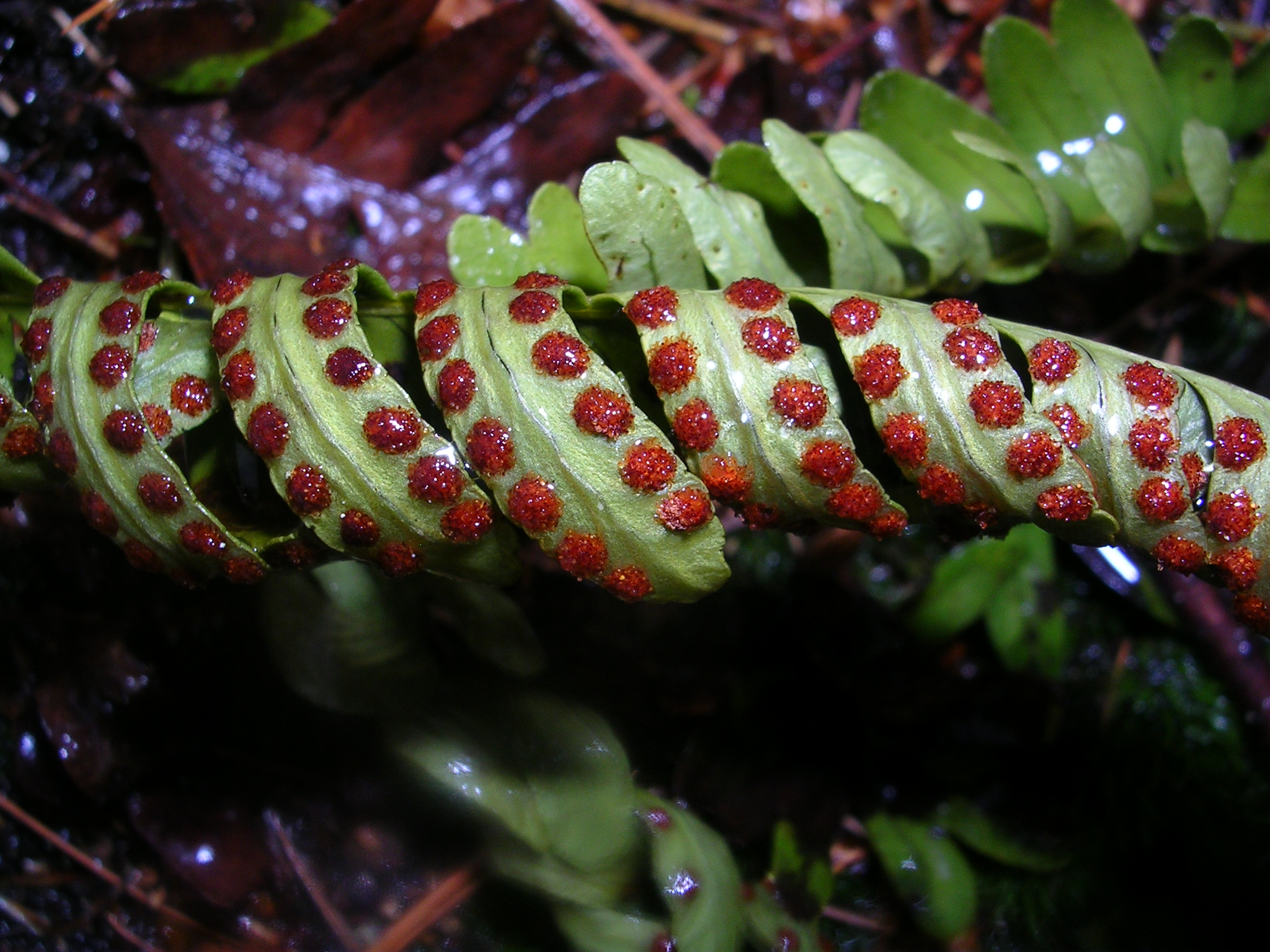
Соруси на нижньому боці вайї папоротей

Сорус (від дав.-гр. σορός — похоронна урна) — група плодових тіл у нижчих грибів, а також сукупність організмів розмноження, спор, спорангіїв та гаметангіїв, що розташовуються один біля одного на поверхні слані (талом) у червоних і бурих водоростей і на листях папоротеподібних.

## Характеристика
У різних видів папоротей соруси є різними за формою та розташуванням. Колір коричневий або жовтуватий.
Спорангії у сорусах, здебільшого з одношаровими стінками та кільцем. Соруси оточені з усіх боків індузієм.
На прикладі багатоніжки звичайної соруси на листках відкриті, округлі, розміщені на сегментах двома рядами по боках середньої жилки.
На прикладі безщитника жіночого соруси косі, овальні або зігнуті у формі підкови або гачка, розташовані рядами по обидва боки головної жилки, біля її середини або дещо нижче. Покривальце прикріплено до одного боку соруса, тонкошкірясте, по краю війчасте. Спори нирковидноеліпсоїдальні, бурі, достигають з липня до серпня.